# Rodolfo Pio
Rodolfo Pio (22 de fevereiro de 1500 - 2 de maio de 1564) foi um cardeal e diplomata italiano, Decano do Colégio dos Cardeais.

## Biografia
Foi filho de Leonel II, senhor de Carpi, Meldola e Sarsina, e sua primeira esposa, Maria Martinengo. Seu sobrenome também é listado como Pio di Carpi, por ter nascido em Carpi, pertencente ao feudo da família, em Módena.
Os estudos iniciais foram com Aldo Manuzio; mais tarde, estudou direito na Universidade de Pádua e filosofia e teologia em Roma. Aos 16 anos, torna-se Cavaleiro da Ordem de São João de Jerusalém e no ano seguinte, reitor da igreja da SS. Trinità de Ferrara. Iniciou sua carreira eclesiástica, sob o pontificado do Papa Clemente VII sendo camareiro privado de Sua Santidade.

## Vida religiosa
Foi nomeado bispo de Faenza em 13 de novembro de 1528, sendo consagrado apenas em 28 de dezembro de 1533, pelo cardeal Bonifacio Ferrero, assistido por Onofrio de' Medici, arcebispo de Pisa, e por Guilherme, bispo titular de Nicomédia. Em 16 de julho de 1530, torna-se núncio apostólico na França, onde fica até 28 de novembro do mesmo ano. Em 1533, torna-se o núncio ante Carlos III de Saboia. Reuniu-se com o rei da França, Francisco I, em Nice e foi a Roma para informar o Papa, em 12 de novembro de 1533. Em 1534, torna-se núncio perante o rei Francisco I para negociar a convocação do conselho geral e de paz entre ele e Sacro Imperador Carlos V, em 9 de janeiro, sendo a missão prorrogada por seis meses, até 16 de dezembro de 1535.
Em seguida, é criado cardeal, no consistório de 22 de dezembro de 1536, recebendo o barrete cardinalício e o título de Santa Pudenciana em 23 de julho de 1537. Juntamente com o Cardeal Cristoforo Giacobazzi, é nomeado núncio ante o Sacro Imperador Romano Carlos V e o rei Francisco I da França para restabelecer a paz entre eles, em 10 de dezembro, depois foi informado sobre a legação no consistório celebrado em Piacenza em 30 de abril de 1538. Em 28 de novembro de 1537, passou ao título de Santa Priscila. Legado em Marca Anconitana, 21 de abril de 1539. Legado em Roma e seu distrito devido à ausência do papa, 12 de agosto de 1541. Foi membro da Inquisição,cardeal protetor do Reino da Escócia, além da Ordem dos Frades Menores Capuchinhos e da Companhia de Jesus.
Camerlengo do Sagrado Colégio dos Cardeais, 9 de janeiro de 1542 a 8 de janeiro de 1543. Em 24 de setembro de 1543, passa ao título de São Clemente. Em 1544, Rodolfo Pio tornou-se Arcipreste e fundador da Accademia degli imperfecti em Meldola; em 10 de outubro, renunciou ao governo da sé de Faenza e foi nomeado pelo Sacro Imperador administrador apostólico de Girgento, cargo que exerceria até a morte. Pouco depois, passa ao título de Santa Maria em Trastevere. Por conta de uma doença, não pode comparecer ao consistório de 8 de janeiro de 1546. Participa do Conclave de 1549–1550, que elegeu o Papa Júlio III. Legado na província do Patrimônio, 1551, e legado perante o rei da França, 9 de setembro de 1551. Promovido a ordem dos cardeais-bispos, em 29 de novembro de 1553, com o título de bispo de Albano e menos de um mês depois, passa ao título de bispo de Frascati onde fica até 29 de maio de 1555, quando é transferido para Porto e Santa Rufina. Vice-reitor do Sagrado Colégio dos Cardeais. Participa dos dois conclaves de 1555, de abril que elegeu o Papa Marcelo II e de maio, que elegeu o Papa Paulo IV. Participa do Conclave de 1559, que elegeu o Papa Pio IV. Em 18 de maio de 1562, torna-se Decano do Colégio dos Cardeais e bispo de Óstia-Velletri.
Cardeal Pio foi um reformador, um sábio administrador da diocese que ocupava, um amante das artes e patrono de artistas, literatos e eruditos, independentemente da sua confissão religiosa, e um colecionador de estátuas preciosas, livros, códices, urnas e medalhas.
Morreu em 2 de maio de 1564, de gota, no palácio da família Pallavicino, em Roma, e foi sepultado na igreja do SS. Trinità al Monte Pincio. Em 12 de maio de 1564, o papa fez seu eulogio. O Papa Pio V ergueu um monumento fúnebre alguns anos mais tarde em sua homenagem.